# Гыз-Галасы ГЭС
Гыз-Галасы ГЭС — строящаяся азербайджано-иранская гидроэлектростанция на реке Аракс, на границе между Азербайджаном и Ираном. Расположена на 12 км ниже Худаферинской ГЭС, образуя с ней каскад.

## История строительства
Проект начал обсуждаться в 1960-х годах. В 1972 году Иран и СССР приступили к совместной разработке проекта. Соглашение о строительстве было достигнуто в октябре 1977 года. Проектирование было завершено в 1978 году (по другим данным — в 1982 году). На момент распада СССР работы были завершены на 70%[уточнить].
В начале 1990-х годов проект был переработан. В мае 1992 года Правительство Азербайджана приняло решение о строительстве гидроузла. Было подписано соглашение о строительстве вспомогательного моста, а также временных и постоянных дорог в зоне строительства. В феврале 1993 года состоялась церемония открытия вспомогательного моста. Однако в том же 1993 году работы пришлось свернуть в результате захвата этого региона Арменией.
2 июля 1994 года Азербайджан и Иран подписали меморандум о реализации проекта. При этом Азербайджан выдвинул два условия: возврат семи районов Нагорного Карабаха под контроль Азербайджана и финансирование строительства Ираном с последующей компенсацией его инвестиций поставками электроэнергии.
Строительство началось в 1999 году.
В 2007 году Иран заключил секретное соглашение с контролировавшей на тот момент Нагорный Карабах Арменией о завершении проекта. С 2007 года из 10-километровой зоны вокруг плотины с азербайджанской стороны были выведены армянские войска и контроль за ней осуществлялся иранскими военнослужащими.
23 февраля 2016 года Азербайджан и Иран подписали соглашение о сотрудничестве по вопросам использования водных ресурсов, продолжения строительства и эксплуатации гидроэлектростанций и гидроузлов «Худаферин» и «Гыз-Галасы» на реке Аракс. Документ провозглашал равные права на водные и энергетические ресурсы гидроузлов.
18 октября 2020 года, в ходе второй Карабахской войны, азербайджанские силы вернули контроль над левым берегом Аракса в окрестностях водохранилища.
В феврале 2022 года было завершено строительство гидроузла и начата установка турбин.
19 мая 2024 года введены в эксплуатацию Худаферинский гидроузел и гидроузел «Гыз-Галасы». На территории Азербайджана гидроузлы улучшат орошение 250 тыс. гектар земельных участков и обеспечат орошение 12 тыс. гектар посевных площадей. Для Ирана эти показатели составят, соответственно, 70 тыс. и 80 тыс. гектар. 
На 19 мая 2024 года в водохранилище собрано 42 млн м3 воды, что составляет 85 % от его вместимости.
Планируется, что в ближайшие годы электроэнергия будет идти исключительно в Иран, который за свой счёт завершил строительство проекта.

## Технические характеристики
На плотине на разных берегах расположены два симметричных здания ГЭС; одно принадлежит Азербайджану, другое — Ирану.
Установленная мощность иранской части — 40 МВт. Планируемая общая мощность — 80 МВт.